# Abbazia di Maria Santissima del monte Tubenna
L'abbazia di Maria Santissima del monte Tubenna è un'abbazia ubicata a Castiglione del Genovesi.

## Storia
Secondo la tradizione, l'abbazia fu fondata da Guglielmo da Vercelli nel XII secolo, sui resti di un tempio pagano. Il primo documento in cui venne citata risale al 1169, dichiarata come proprietà dell'arcivescovo di Salerno: al suo interno viveva una comunità di monaci benedettini cistercensi. Non si conosce con esattezza la data in cui i monaci abbiano abbandonato l'abbazia: nel 1605, durante una visita pastorale, il vicario capitolare Gaspare Mosca, la descrisse in rovina.
Anche nel XVIII secolo, quando divenne Reggia Cappellonia Laicale, la situazione di abbandono non mutò, amplificata anche dal brigantaggio locale. L'intero complesso venne restaurato a partire dal 1807: qualche anno più tardi, nel 1818, passò al Demanio dello Stato; nel 1848 la chiesa venne soppressa.
Dopo un periodo di abbandono, nuovi lavori di restauro si ebbero tra la fine del XX e l'inizio del XXI secolo.

## Descrizione
L'abbazia è situata sul monte Tubenna, a circa 630 metri di altezza. Un edificio caratterizzato da una torre campanaria, con una campana di tre quintali e costata cento ducati, è interamente restaurato e serviva in origine come monastero.
Questo edificio funge da entrata ad un cortile sul quale si affaccia anche la chiesa: la facciata è caratterizzata da un pronao con tre arcate e sul portale d'ingresso è posta una finestra ad arco. Internamente la chiesa si presenta a doppia navata, comunicanti tramite due archi a sesto acuto: la navata principale ha una copertura a doppia falda con pseudo capriate, quella laterale è a falda unica; entrambe sono ricoperte con tegole laterizie. L'intera pavimentazione è in marmette di graniglia, mentre il presbiterio è caratterizzato da una volta a vela. Nella navata laterale si conserva un confessionale in legno del XVII secolo e due affreschi del XV secolo raffiguranti l'Annunciazione e Madonna con Bambino.